# Up in Mabel's Room
Up in Mabel's Room (bra: A Combinação de Mabel; prt: Um Noivo Tímido) é um filme norte-americano de 1944, do gênero comédia, dirigido por Allan Dwan e estrelado por Marjorie Reynolds e Dennis O'Keefe.
O filme, uma piada de 76 minutos, é baseado em peça farsesca de Wilson Collison e Otto A. Harbach, apresentada 229 vezes na Broadway entre janeiro e agosto de 1919.
A peça já havia sido adaptada para o cinema em 1925, com  Marie Prevost e Harrison Ford.

## Sinopse
Antes de casar-se com Geraldine, Gary deu à antiga namorada, Mabel, uma combinação -- peça íntima em desuso -- com uma mensagem romântica e suas iniciais bordadas nela. Agora, ele precisa subtrair a peça incriminadora do quarto de Mabel, antes que Geraldine comece a suspeitar de alguma coisa. Isso faz com que ele seja surpreendido em diversas situações desconfortáveis...

## Premiações
| Patrocinador                                  | Prêmio | Categoria            | Situação |
| --------------------------------------------- | ------ | -------------------- | -------- |
| Academia de Artes e Ciências Cinematográficas | Oscar  | Melhor trilha sonora | Indicado |

## Elenco
| Ator/Atriz          | Personagem          |
| ------------------- | ------------------- |
| Marjorie Reynolds   | Geraldine Ainsworth |
| Dennis O'Keefe      | Gary Ainsworth      |
| Gail Patrick        | Mabel Essington     |
| Mischa Auer         | Boris               |
| Charlotte Greenwood | Martha              |
| Lee Bowman          | Arthur Weldon       |
| John Hubbard        | Jimmy Larchmont     |
| Binnie Barnes       | Alicia Larchmont    |
| Janet Lambert       | Priscilla           |